# Kleopatra V Tryfajna II
Kleopatra V Tryfajna II (ur. 95 p.n.e., zm. 68 p.n.e. lub 56 p.n.e.) – królowa Egiptu z dynastii Ptolemeuszy. Jedyna poświadczona źródłami żona Ptolemeusza XII, matka słynnej Kleopatry.
Kleopatra V Tryfajna II mogła być nieślubną córką Ptolemeusza I lub Ptolemeusza X. Część egiptologów uważa, że po wygnaniu Aulotesa w 57 p.n.e. rządziła wraz z córką Bereniką IV pod imieniem Kleopatry VI. Reszta dzieci Ptolemeusza XII pochodziła prawdopodobnie z jego związku z kobietą będącą potomkinią wpływowych kapłanów boga Ptaha z Memfis.
Po raz pierwszy wymieniona na dwóch papirusach z roku 79 p.n.e. W tym właśnie roku poślubiła Ptolemeusza XII Auletesa, króla Egiptu; jej mąż był nieślubnym synem Ptolemeusza IX, ale nie udowodniono całkowicie czy oboje byli rodzeństwem czy nie. Młodzi małżonkowie odbierali cześć w egipskich świątyniach jako Bogowie Miłujący Ojca (gr. Theoí Philopátores), co mogło być motywowane chęcią udowodnienia pochodzenia od Ptolemeusza IX i co za tym idzie swoich praw do tronu Egiptu. Auletes przybrał tytuł Boga Miłującego Siostrę, a Kleopatra Bogini Miłującej Brata.
Według innej teorii, Kleopatra była córką Ptolemeusza X jako Kleopatra, jako Kleopatra Thea VII i była matką jedynie Berniki IV. W tej sytuacji jej matką musiałaby być Berenika III.
Nie wiadomo jak długo żyła Kleopatra V i czy wspominana przez historyków Kleopatra Tryfajna są jedną i tą sama osobą. Wynika to ze swoistej luki w źródłach dotyczących ostatnich Ptolemeuszów. Kleopatra V Tryfajna II zmarła prawdopodobnie wkrótce po urodzeniu Kleopatry VII, czyli około roku 68 p.n.e.: jej imię znika z budowli i papirusów, poza tym nie jest wymieniona na inskrypcji Ptolemeusza XII z 67 p.n.e. co znaczy, że w tym czasie mogła już nie żyć. Niektórzy egiptolodzy podejrzewają, że brak źródeł z lat 69 i 68 p.n.e. może świadczyć o jej śmierci w wyniku komplikacji poporodowych lub morderstwa. Część badaczy twierdzi, że może być tożsama z Kleopatrą VI Tryfajną III (którą uważa się za jej córkę) i panowała po wygnaniu Ptolemeusza XII, jako współwładczyni (z Bereniką IV) w latach 58 p.n.e. – 57 p.n.e. Z kolei inskrypcja w świątyni w Edfu z 57 roku p.n.e. wymienia jej imię pomijając Ptolemeusza XII, co może znaczyć, że władała sama przez kilka lat, kiedy jej mąż był w Rzymie.
Profesor Anna Świderkówna w swej książce „Siedem Kleopatr” (Wiedza Powszechna Warszawa 1978) twierdzi, że Kleopatra V Tryfajna była rodzoną siostrą Ptolemeusza XII, matką Kleopatry VI Tryfajny, Kleopatry Berenike IV, Kleopatry VII Wielkiej, Arsinoe IV, Ptolemeusza XIII Filopatora i Ptolemeusza XIV Filopatora. Kleopatra V miała już nie żyć w 58 r. p.n.e.
Z kolei Thomas Schneider w swym „Leksykonie faraonów” (PWN, Warszawa-Kraków 2001, s. 97) pisze, że Berenike IV rządziła wraz z matką Kleopatrą VI (?) Tryfajną.